# Borys Szyc
Borys Michał Szyc (ur. 4 września 1978 w Łodzi jako Borys Michał Michalak) – polski aktor teatralny i filmowy, piosenkarz oraz lektor.

## Młodość
Gdy miał trzy miesiące, jego rodzice się rozstali. Był wychowywany przez matkę, która pracowała jako malarka. Wychował się na łódzkich Bałutach.
Ukończył XXVI Liceum Ogólnokształcące w Łodzi. Absolwent Wydziału Aktorskiego Akademii Teatralnej w Warszawie (2001).

## Kariera zawodowa
Popularność zdobył dzięki roli aresztanta Alberta w filmie Symetria, antyterrorysty-złodzieja Juliana w Vinci, policjanta „Kruszona” w serialu Oficer i jego dwóch kontynuacjach (Oficerowie, Trzeci oficer) oraz szefa kuchni Jerzego Knappe w serialu Przepis na życie. Od 2001 roku jest aktorem warszawskiego Teatru Współczesnego. Jest lektorem serii „Sherlock Holmes” sir Arthura Conana Doyle’a w serwisie Storytel.
W styczniu 2008 nagrał singiel „Choć wieje, pada, grzmi” z Justyną Steczkowską. 18 listopada 2009 na gali rozdania Złotych Kaczek zaśpiewał piosenkę z filmu Vabank. 27 listopada wydał nakładem wytwórni EMI Music Poland debiutancki album studyjny pt. Feelin’ Good, na którym gościnnie wystąpiły m.in. Ewa Bem, Kasia Cerekwicka, Marysia Starosta i Justyna Steczkowska. W czerwcu 2011 nagrał z Nataszą Urbańską piosenkę „Śpiewka 1920” na potrzebę filmu 1920 Bitwa warszawska.
W 2008 prowadził program Ranking gwiazd na Polsacie.
Jest właścicielem warszawskiej restauracji „Akademia”, którą założył przy okazji kręcenia serialu Przepis na życie.

## Życie prywatne
Jego ojcem był scenograf Jerzy Michalak (1943–2024). Ze związku z Anną Pinczykowską ma córkę Sonię (ur. 7 stycznia 2005). Od 2019 jego żoną jest Justyna Szyc-Nagłowska, z którą ma syna, Henryka (ur. 21 marca 2020).
25 czerwca 2008 został sądownie pozbawiony na dwa lata prawa jazdy za prowadzenie samochodu pod wpływem alkoholu.

## Filmografia
Role aktorskie
- 1987: Kingsajz jako krasnoludek
- 2000: Klan jako student Wydziału Slawistyki UW (odc. 303–304 i 348)
- 2000: Enduro Bojz jako motocyklista
- 2000: Sukces jako Bartek Łada
- 2000: Adam i Ewa jako dealer narkotyków (odc. 8)
- 2000: Na dobre i na złe jako Kamil Rapasiewicz (odc. 37)
- 2001: Przedwiośnie jako Wojciech Buławnik
- 2001: Boże skrawki jako żołnierz niemiecki z kobietą na rowerze
- 2001: Stacja jako Tomek
- 2002: Przedwiośnie jako Wojciech Buławnik (odc. 3 i 6)
- 2002: Pianista jako młody gestapowiec
- 2002: Rodzina zastępcza jako Krzysztof Kozłowski[10]
- 2002: E=mc² jako student Maxa
- 2002: Król przedmieścia jako kamerzysta programu „Nostromo XII” (odc. 13)
- 2002: Ostatnia kryjówka
- 2002: Sfora jako „Glut”, złodziej samochodu (odc. 3)
- 2002: Sfora: Bez litości jako „Glut”, złodziej samochodu
- 2003: Zaginiona jako Janusz Brzeski, aplikant w kancelarii Skłodowskiego (odc. 5)
- 2003: Kasia i Tomek jako Patryk[11] oraz Daro[12]
- 2003: Miodowe lata jako Maniek (odc. 115)
- 2003: Defekt jako aspirant Markiewicz „Mały”
- 2003–2004: Męskie-żeńskie jako Sylwek Mazuś
- 2004: Symetria jako Albert
- 2004: Oficer jako podkomisarz Tomasz Kruszyński „Kruszon”
- 2004: Camera Café jako Peter Wisniak, przedstawiciel zarządu (odc. 28)
- 2004: Vinci jako Julian Wolniewicz „Szerszeń”
- 2004: Pręgi jako Bartosz
- 2005: Auschwitz. Naziści i „ostateczne rozwiązanie” jako Oskar Groening[13]
- 2005: Tango z aniołem jako Jan Małecki, narzeczony Wiktorii
- 2005: 1409. Afera na zamku Bartenstein jako Knecht Herman
- 2006: Chaos jako „Łysy”
- 2006: Oficerowie jako podkomisarz Tomasz Kruszyński „Kruszon”
- 2006: Job, czyli ostatnia szara komórka jako „Chemik”
- 2006: Droga wewnętrzna z cyklu Demakijaż jako Piotr Wierchowieński
- 2006: Magiczne drzewo jako tata Ani (odc. 6)
- 2006: Cold Kenya jako Marek
- 2007: Południe-Północ jako Jakub
- 2007: Ryś jako policjant Zezik
- 2007: Testosteron jako Tytus, kelner
- 2007: Tajemnica twierdzy szyfrów jako untersturmführer Matheas Beer
- 2007: Ekipa jako neonazista Ludwik Bodry-Barański (odc. 3–4)
- 2007: Hiena jako ojciec „Małego”, syn „Bryndzy” oraz lodziarz
- 2008: Lejdis jako Błażej Dywanik, brat Marka
- 2008: Niania jako Michał Jurski (odc. 88)
- 2008: Trzeci oficer jako komisarz Tomasz Kruszyński „Kruszon”
- 2008: Serce na dłoni jako prawnik Konstantego
- 2009: Wojna polsko-ruska jako Andrzej Robakowski „Silny”
- 2009: Enen jako dr Konstanty Grot
- 2009: Naznaczony jako mecenas Robert Brajtner (odc. 7)
- 2009: Mniejsze zło jako Mareczek Kolenda
- 2010: Randka w ciemno jako Karol
- 2010: Sprawiedliwi jako Hermann Ulbricht (odc. 1, 5 i 7)
- 2010: Handlarz cudów jako Stefan
- 2010: Stepy jako Roman
- 2010: Śluby panieńskie jako Albin
- 2011–2013: Przepis na życie jako Jerzy Knappe
- 2011: Kret jako Paweł Kowal, syn Zygmunta
- 2011: 1920 Bitwa warszawska jako Jan Krynicki
- 2011: Pokaż, kotku, co masz w środku jako indyk (głos)
- 2012: Sztos 2 jako Janek
- 2012: Big Love jako współwięzień
- 2012: Kac Wawa jako Andrzej
- 2012: Bitwa pod Wiedniem jako hetman wielki koronny Adam Mikołaj Sieniawski
- 2012: Ixjana jako Artur
- 2013: Tajemnica Westerplatte jako Stefan Ludwik Grodecki
- 2014: Serce, serduszko jako ksiądz Włodzimierz Pietryga
- 2014: Dżej Dżej jako Jerzy Jurecki
- 2014: Czas honoru. Powstanie jako major Heinrich Pabst
- 2014: Lekarze jako Przemysław Karski (seria V)
- 2015: Ambasador nadziei jako Pesz
- 2016: Bodo jako kapitan Daniel Adamski (odc. 8)
- 2017: Sztuka kochania. Historia Michaliny Wisłockiej jako Krystian
- 2017: PolandJa jako żołnierz Muszyński
- 2017: Pokot jako Jarosław Wnętrzak
- 2017: Bodo jako kapitan Daniel Adamski
- 2017: Listy do M. 3 jako policjant „Gibon”
- 2017: Grześki sami w domu jako aspirant Marek Tomasik
- 2018: Zimna wojna jako Lech Kaczmarek
- 2018: Kamerdyner jako Fryderyk von Krauss
- 2018: Serce nie sługa jako Maciek
- 2019: Planeta singli 3 jako Leszek Wilczyński
- 2019: Mały Grand Hotel jako reżyser Patryk Warga (odc. 1)
- 2019: Piłsudski jako Józef Piłsudski
- 2019: Legiony jako Zbigniew Dunin-Wąsowicz
- 2019: Mowa ptaków jako Jakubiec
- 2019: (Nie)znajomi jako Janusz (głos)
- 2019: Świat w ogniu jako Konrad (odc. 1–4)
- 2019–2020: Wataha jako pułkownik SG Kuczer (seria III)
- 2020–2021: Kierunek: Noc jako pułkownik Łom (odc. 6–8)
- 2020: Król jako Janusz Radziwiłek
- 2021: Listy do M. 4 jako policjant „Gibon”
- 2021: Magnezja jako Zbroja Lewenfisz
- 2021: Bo we mnie jest seks jako Kazimierz Kutz
- 2022: Kamerdyner jako Fryderyk von Krauss, brat Hermanna
- 2022: Kryptonim Polska jako Roman
- 2022: Kryptonim Polska jako Roman
- 2023: Warszawianka jako Franciszek Czułkowski „Czuły”
- 2023: Miało cię nie być jako Michał, ojciec Ryfki
- 2024: Forst jako komisarz Wiktor Forst
- 2024: Lady Love jako Bogusław Kalita

```
*
2025
: 
Vinci 2
 jako Julian Wolniewicz 
Szerszeń
```

Polski dubbing
- 1995: Dragon Ball Z: Atak smoka jako Vegeta
- 1995: Dragon Ball Z: Fuzja jako Vegeta
- 2001: Titanic
- 2002: 8. Mila jako Jimmy „Rabbit” Smith Jr
- 2003: Mali agenci 3D: Trójwymiarowy odjazd jako Raz
- 2003: Chicago 1930 jako Edward Nash
- 2003: Etherlord II: Second Age jako Hroddir/Ramond/Omega300B/Beta-600F...[14]
- 2004: Rogate ranczo
- 2005: The Bard’s Tale: Opowieści barda jako Bard
- 2006: Broken Sword: Anioł Śmierci jako George Stobbart
- 2007: Lucky Luke na Dzikim Zachodzie jako Joe
- 2007: Don Chichot jako Osioł Rucio
- 2007: Wojownicze Żółwie Ninja jako Raphael
- 2007: Assassin’s Creed jako Malik Al-Saif
- 2008: Piorun jako Piorun
- 2008: Asterix na olimpiadzie jako Brutus
- 2009: Najlepszy kontakt jako Schorsch
- 2009: Esterhazy jako ojciec Ewy
- 2009: Prawdziwa historia Kota w Butach jako kot
- 2011: Gnomeo i Julia jako Tybalt
- 2011: Jeż Jerzy jako Jeż Jerzy
- 2011: Rastamysz jako Rastamysz
- 2012: Hobbit: Niezwykła podróż jako Gollum
- 2012: Kreskostoria Polski jako Zakała
- 2016: Legion samobójców jako Joker

## Role teatralne[15]

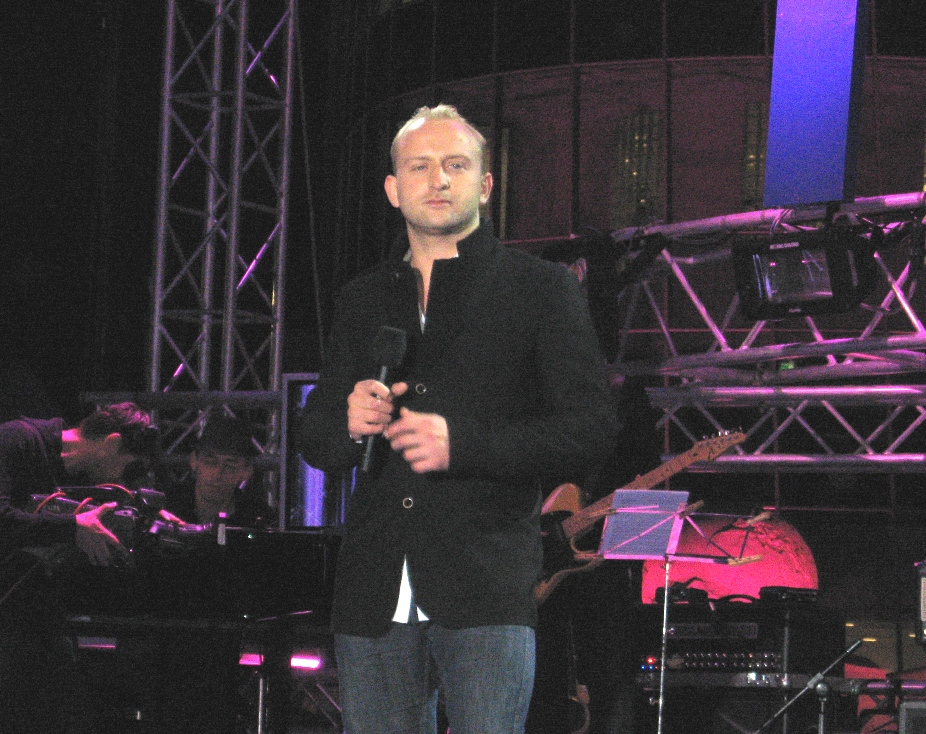
Szyc (2009)

- Bambini di Praga (2001, reż. Agnieszka Glińska, Teatr Współczesny w Warszawie)
- Wniebowstąpienie – Tadeusz Konwicki (2002, reż. Maciej Englert, Teatr Współczesny w Warszawie)
- Stracone zachody miłości – William Szekspir (2003, reż. Agnieszka Glińska, Teatr Współczesny w Warszawie)
- Pułkownik Ptak – Christo Bojczew (2003, reż. Piotr Nowak)
- Dobry wieczór kawalerski – Dorota Truskolaska (reż. Jerzy Bończak)
- Porucznik z Inishmore – Martin McDonagh (2003, reż. Maciej Englert, Teatr Współczesny w Warszawie)
- Nieznajoma z Sekwany – Ödön von Horváth (2004, reż. Agnieszka Glińska, Teatr Współczesny w Warszawie)
- Transfer (2005, reż. Maciej Englert, Teatr Współczesny w Warszawie)
- Udając ofiarę – Oleg i Władimir Presniakow (2006, reż. Maciej Englert, Teatr Współczesny w Warszawie)
- Proces – Franz Kafka (2008, reż. Maciej Englert, Teatr Współczesny w Warszawie)
- Sztuka bez tytułu (2009, reż. Agnieszka Glińska, Teatr Współczesny w Warszawie)
- Hamlet – rola tytułowa (2012, reż. Maciej Englert, Teatr Współczesny w Warszawie)

## Dyskografia
| Rok  | Tytuł                                                              | Pozycja na liście |
| Rok  | Tytuł                                                              | POL               |
| ---- | ------------------------------------------------------------------ | ----------------- |
| 2009 | Feelin’ Good - Data: 30 listopada 2009 - Wydawca: EMI Music Poland | 44                |

## Nagrody, nominacje i wyróżnienia

### Nagrody filmowe
- 2004: wyróżnienie na Festiwalu Courmayeur Noir in za rolę męską w filmie Vinci
- 2005: Nagroda Publiczności im. Zbyszka Cybulskiego za rolę w filmie Symetria
- 2005: nominacja do Orła za najlepszą drugoplanową rolę męską w filmie Symetria
- 2006: nominacja w plebiscycie Telekamery w kategorii „Aktor”[18]
- 2007: Wiktor dla najpopularniejszego aktora telewizyjnego
- 2007: 3. miejsce w plebiscycie Telekamery w kategorii „Aktor”[19]
- 2007: Złota Podkowa za najlepszą rolę męską w konkursie filmów fabularnych na Festiwalu Filmowym Wakacyjne Kadry za film Południe-Północ
- 2007: nominacja do Polskiej Nagrody Kina Niezależnego „Offskar” dla najlepszego aktora za rolę w filmie Kochajmy się
- 2009: nagroda za pierwszoplanową rolę męską na Festiwalu Polskich Filmów Fabularnych w filmie Wojna polsko-ruska
- 2009: nagroda australijskich dystrybutorów Złoty Kangur na Festiwalu Polskich Filmów Fabularnych za rolę w filmie Wojna polsko-ruska
- 2009: Złota Kaczka dla najlepszego aktora sezonu 2008/2009
- 2010: Orzeł za najlepszą główną rolę męską w filmie Wojna polsko-ruska
- 2011: nagroda specjalna Festiwalu Orange Kino Letnie Sopot-Zakopane „Diamentowy Klaps Filmowy”
- 2011: nagroda dla najlepszego aktora na Festiwalu Filmowym w Montrealu za rolę w filmie Kret[20]
- 2012: Wąż w kategorii „Duet na ekranie” (z Nataszą Urbańską) za film 1920 Bitwa warszawska[21]
- 2013: dwa Węże w kategorii „Aktor” i „Duet na ekranie” (z Sonią Bohosiewicz) za film Kac Wawa[22]
- 2014: nagroda specjalna jury za rolę w filmie Serce, serduszko na Festiwalu Aktorstwa Filmowego we Wrocławiu[23]
- 2015: dwa Węże w kategorii „Aktor” i „Duet na ekranie” (z nawigacją GPS) w filmie Dżej Dżej[24]
- 2018: nominacja do Złotego Szczeniaka za drugoplanową rolę męską w filmie Zimna wojna na Festiwalu Aktorstwa Filmowego we Wrocławiu[25]
- 2019: nominacja do Orła za najlepszą drugoplanową rolę męską w filmie Zimna wojna
- 2020: nominacja do Orła za najlepszą główną rolę męską w filmie Piłsudski
- 2022: nominacja do Orła za najlepszą drugoplanową rolę męską w filmie Bo we mnie jest seks

### Nagrody teatralne
- 2001: nagroda za rolę Płatonowa w sztuce Płatonow na Festiwalu Szkół Teatralnych w Łodzi
- 2007: Feliks Warszawski za aktorski debiut w Bambini di Praga
- 2010: nagroda aktorska za rolę w Sztuce bez tytułu na Kaliskich Spotkaniach Teatralnych
- 2010: Nagroda im. Aleksandra Zelwerowicza za najlepszą kreację aktorską w Sztuce bez tytułu
- 2010: Feliks Warszawski za pierwszoplanową rolę męską w Sztuce bez tytułu

## Reklama
- 2006: kampania reklamowa Fundacji Ewy Błaszczyk „Akogo?”
- 2006: kampania reklamowa Radia Zet
- 2007: reklama Clio Renault Sport[26]
- 2010: reklama dezodorantu Axe
- 2011: głos w reklamie Cyfra+

## Lista 100 najcenniejszych gwiazd polskiego show biznesu magazynu „Forbes”
- 2006 – 27. miejsce[27]
- 2007 – 10. miejsce (540 000 zł za reklamę)[27]
- 2008 – 15. miejsce (460 000 zł za reklamę)[28]
- 2009 – 7. miejsce (534 000 zł za reklamę)[29]
- 2010 – 26. miejsce (489 000 zł za reklamę)[30]
- 2011 – 16. miejsce (467 500 zł za reklamę)[31]
- 2012 – 18. miejsce (531 000 zł za reklamę)[32]
- 2013 – 25. miejsce (503 000 zł za reklamę)[33]
- 2014 – 13. miejsce (459 000 zł za reklamę)[34]